# Ukraine Singles Charts
Ukraine Singles Charts é a uma parada da Ucrânia feita pela empresa FDR que faz as compilações de singles e videoclipes, separados por diversos gêneros musicais.